# Camilla Moroni

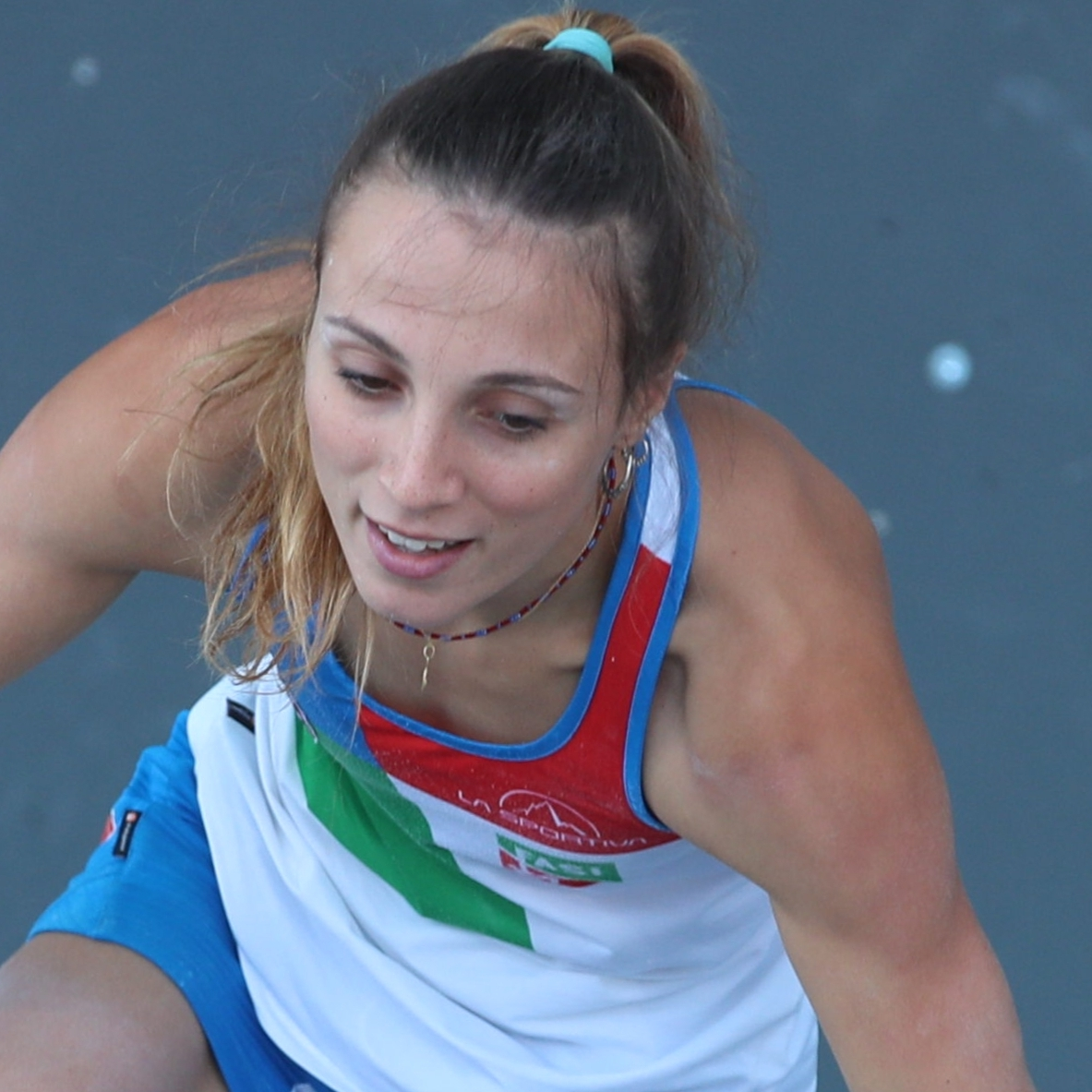
Camilla Moroni

Camilla Moroni (* 8. Juni 2001 in Genua) ist eine italienische Sportkletterin. Sie belegte bei der Weltmeisterschaft 2021 in Moskau den zweiten Platz in der Disziplin Bouldern sowie den zwölften Platz in der Kombination Bouldern/Lead bei den Olympischen Spielen 2024 in Paris. Sie kletterte als erste Frau am Petit Clocher du Portalet die Trad-Route Histoire sans Fin frei.

## Kletterkarriere
Moroni klettert seit frühester Kindheit. Ihre Eltern, die ebenfalls klettern, nahmen sie zum Klettern mit und legten so den Grundstein zu ihrer Karriere. 2014, mit 13 Jahren, nahm sie erstmals an Kletterwettkämpfen teil und trat 2015 dem italienischen Jugendkletterteam bei.
2017 und 2018 gewann sie die italienische Jugendmeisterschaft im Bouldern (U18) und im selben Jahr wurde sie Dritte in der Disziplin Bouldern beim europäischen Jugendcup. 2018 wurde sie Vizemeisterin im italienischen Boulder-Cup. Im Jahre 2021 wurde sie in Moskau Vizeweltmeisterin im Bouldern. Seit 2019 nimmt sie regelmäßig am Kletterweltcup (IFSC Climbing World Cup) teil. In der Disziplin Bouldern belegte sie hierbei 2024 in Keqiao den zweiten Platz und wurde 2025 Dritte in Curitiba. Bei den Olympischen Spielen 2024 in Paris wurde sie Zwölfte in der Kombination Bouldern/Lead.

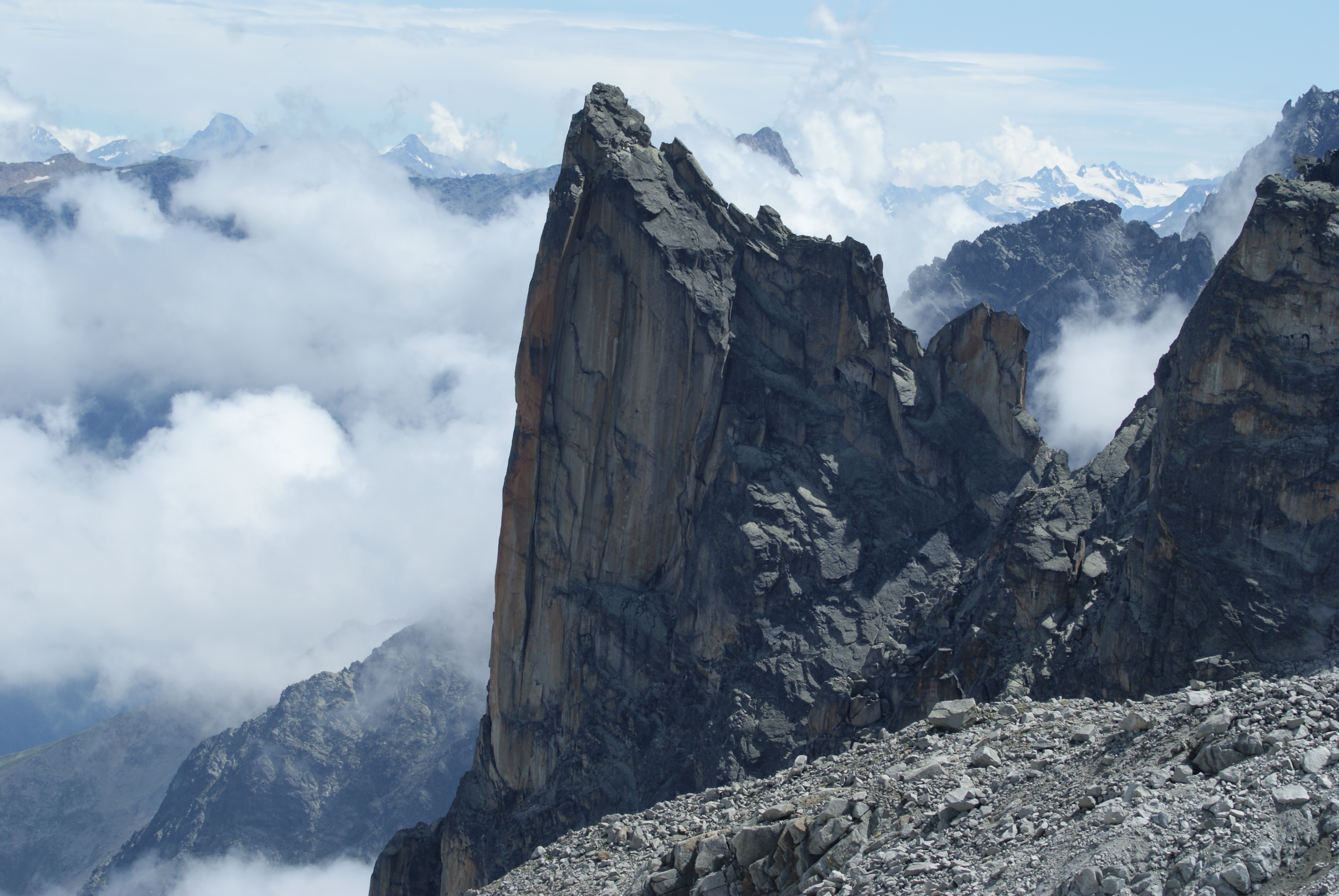
Petit Clocher du Portalet: Die Route verläuft entlang der linken Kante

2025 schrieb Camila Moroni Klettergeschichte. Sie wiederholte gemeinsam mit Pietro Vidi die Trad-Route Histoire sans Fin am Petit Clocher du Portalet im Schweizer Kanton Wallis (8b+). Moroni ist die erste Frau, die diese 200 m lange Route frei kletterte.